# Blokada elektroenergetyczna
Blokada elektroenergetyczna – zespół środków uzależniających włączenie danego obwodu lub układu silnoprądowego, np. szyn zbiorczych rozdzielni, od spełnienia szeregu warunków, określających kolejność czynności łączeniowych, która zapewnia zarówno bezpieczeństwo obsługi, jak i prawidłowość eksploatacji tego układu.
Elementami blokady elektroenergetycznej mogą być dodatkowe obwody (np. przekaźnikowe), pośredniczące w sterowaniu obwodów głównych (blokada elektryczna), także mechaniczne środki blokujące, np. różnego rodzaju rygle, zasuwy, zamki, zatrzaski, zapadki (blokada mechaniczna).